# خوسيه ليوناردو
خوسيه ليوناردو (بالإسبانية: Jusepe Leonardo)‏ هو رسام إسباني، ولد في 1601 في قلعة أيوب في إسبانيا، وتوفي في 1652 في سرقسطة في إسبانيا.